# 市府东路街道
市府东路街道，是中华人民共和国内蒙古自治区包头市昆都仑区下辖的一个乡镇级行政单位。

## 行政区划
市府东路街道下辖以下地区：
阿尔丁一号街坊社区、警官社区、恩和小区社区、阿吉拉社区、锡华世纪花园社区和金华社区。